# Gypona delra
Gypona delra är en insektsart som beskrevs av Delong och Triplehorn 1979. Gypona delra ingår i släktet Gypona och familjen dvärgstritar. Inga underarter finns listade i Catalogue of Life.